# Гилбъртско-Маршалска операция
Гилбъртско-Маршалската операция от ноември 1943 до 23 февруари 1944 година е военна операция при Гилбъртовите и Маршаловите острови на Централнотихоокеанския театър на Втората световна война.
Тя включва настъпление на Съединените щати в Микронезия с цел овладяване на военновъздушните и военноморски бази на Япония в региона. Това е първа стъпка за завземане на японските външни защитни линии, подготвяща завземането на Марианските острови. Американците превземат първо Гилбъртовите острови, но с неочаквано големи загуби. На Маршаловите острови те имат много голямо числено и огнево превъзходство и завземането им протича по-леко.